# Атлас птахів
«Атлас птахів» (чеськ. Atlas ptáků) — чесько-словацький драматичний фільм 2021 року режисера Ольмо Омерзу з Мірославом Донутілом, Аленою Мігуловою, Мартіном Пехлатом, Елішкою Кренковою, Войцехом Котеком і Павлою Беретовою в головних ролях. У серпні 2021 року був включений до основного конкурсу Міжнародного кінофестивалю в Карлових Варах.

## Акторський склад
- Мірослав Донутіл — Іво
- Алена Мігулова — Марі
- Мартін Пехлат — Мартін
- Елішка Кренкова — Ніна
- Войцех Котек — Девід
- Павла Беретова — Ева
- Мартін Гавелка
- Ян Вондрачек
- Філіпп Шенкер
- Девід Бовлес